# 波爾審判
波爾審判（Pohl trial）是第二次世界大戰結束後，於德國紐倫堡舉行的12場戰爭罪行審判中的第四場，由美國當局主導，在司法宮進行審判。這12場審判統稱為紐倫堡後續審判，或更正式地稱為“紐倫堡軍事法庭對戰犯的審判”。
在波爾審判中，黨衛軍親衛隊上級集團領袖奧斯瓦爾德·波爾和親衛隊經濟行政本部僱用的17名黨衛軍軍官，因納粹時期犯下的戰爭罪和反人類罪而受到審判。對被告的主要指控是積極參與和管理所謂的「最終解決方案」。親衛隊經濟行政本部是管理集中營和滅絕營的納粹政府辦公室。自1942年起，它也負責武裝黨衛軍的採購以及黨衛軍武裝部隊的管理。

## 判決結果
在第二軍事法庭審理此案的法官包括羅伯特·M·湯姆斯（主審法官）、菲茨羅伊·唐納德·菲利普斯、麥克·A·穆斯曼諾和候補法官約翰·J·斯佩特。檢方首席律師是特爾福德泰勒 (Telford Taylor)；主要檢察官是詹姆斯·麥克哈尼 (James M. McHaney) 和傑克·W·羅賓斯 (Jack W. Robbins) 。起訴書於1947 年1月13日提出；審判於4月8日開始，並於1947年11月3日作出判決。包括奧斯瓦爾德·波爾在內的四人被判處絞刑、三人被無罪釋放、其他人被判處10年徒刑至終身監禁不等。
應法官的要求，法庭於1948年7月14日重新開庭，審議辯方提出的補充資料。1948年8月11日，法庭作出最終判決，確認了先前的大部分判決，但略微減少了部分刑期，並將格奧爾格·勒納（Georg Lörner）的死刑判決改為無期徒刑。

## 指控
大陪審團提出的起訴書對被告提出以下指控。
- 參與共同計劃或共謀犯下戰爭罪和危害人類罪。
- 透過管理集中營和滅絕營而犯下的戰爭罪以及犯下大規模謀殺和暴行。
- 基於同樣理由的反人類罪，包括奴役囚犯。
- 犯罪組織黨衛軍的成員。（黨衛軍先前已被紐倫堡審判認定為犯罪組織）

除了霍伯格（Hans Hohberg）以外的被告都被指控犯有起訴書的所有罪名，霍伯格沒有因第四項罪名受到指控。第一項指控在很大程度上被法庭忽視，並且沒有就該罪名作出任何判決。

## 被告
| 被告                            | 職務                                             | 1947年11月3日 判決 | 1948年8月11日 判決 | 結果                                                         |
| ------------------------------- | ------------------------------------------------ | ------------------ | ------------------ | ------------------------------------------------------------ |
| 奧斯瓦爾德·波爾                 | 親衛隊經濟行政本部主管                           | 絞刑               | 定讞               | 1951年6月7日執行                                             |
| 奧古斯特·法蘭克（August Frank） | 親衛隊經濟行政本部副主管                         | 終身監禁           | 定讞               | 減輕為15年有期徒刑 1954年5月獲釋 1984年去世                  |
| 格奧爾格·勒納                   | 親衛隊經濟行政本部副主管                         | 絞刑               | 減輕為終身監禁     | 減輕為15年有期徒刑 1954年3月獲釋 1959年去世                  |
| Heinz Karl Fanslau              | 親衛隊經濟行政本部副主管                         | 25年有期徒刑       | 減輕為20年有期徒刑 | 減輕為15年有期徒刑 1954年3月獲釋 1987年去世                  |
| Hans Lörner                     | 親衛隊上級領袖                                   | 10年有期徒刑       | 定讞               | 獲釋 1983年去世                                              |
| Josef Vogt                      | 旗隊領袖                                         | 無罪               |                    | 1967年去世                                                   |
| Erwin Tschentscher              | 旗隊領袖                                         | 10年有期徒刑       | 定讞               | 獲釋 1972年去世                                              |
| Rudolf Scheide                  | 旗隊領袖                                         | 無罪               |                    | 1981年去世                                                   |
| Max Kiefer                      | 上級突擊隊大隊領袖                               | 終身監禁           | 減輕為20年有期徒刑 | 獲釋 1974年去世                                              |
| Franz Eirenschmalz              | 旗隊領袖                                         | 絞刑               | 定讞               | 減輕為9年有期徒刑 1951年5月獲釋 1995年去世                   |
| Karl Sommer                     | 突擊隊大隊領袖                                   | 絞刑               | 定讞               | 1949年減輕為終身監禁 1951年減輕為20年有期徒刑 1953年12月獲釋 |
| Hermann Pook                    | 上級突擊隊大隊領袖、首席牙醫                     | 10年有期徒刑       | 定讞               | 獲釋 1983年去世                                              |
| Hans Baier                      | 親衛隊上級領袖                                   | 10年有期徒刑       | 定讞               | 獲釋 1969年去世                                              |
| Hans Hohberg                    | 執行官                                           | 10年有期徒刑       | 定讞               | 獲釋 1968年去世                                              |
| Leo Volk                        | 親衛隊高級突擊隊領袖、波爾私人智庫、法律機關主管 | 10年有期徒刑       | 定讞               | 減輕為8年有期徒刑 1951年2月獲釋 1973年去世                   |
| Karl Mummenthey                 | 上級突擊隊大隊領袖                               | 終身監禁           | 定讞               | 減輕為20年有期徒刑 1953年12月獲釋 1968年去世                 |
| Hanns Bobermin                  | 上級突擊隊大隊領袖                               | 20年有期徒刑       | 減輕為15年有期徒刑 | 獲釋 1960年去世                                              |
| Horst Klein                     | 上級突擊隊大隊領袖                               | 無罪               |                    | 1977年去世                                                   |

親衛隊經濟行政本部的負責人理查德·格吕克斯沒有受到審判，他是所有集中營指揮官的直接上級，因此對集中營中犯下的所有暴行負有直接責任。1945年5月10日，德國無條件投降兩天後，他在在弗倫斯堡-米爾維克米爾維克海軍基地自殺。格呂克斯的前任西奧多·艾克於1943年在洛佐瓦附近的戰鬥中陣亡。